# Gisèle Sapiro
Gisèle Sapiro, née le 22 juin 1965, est une sociologue française.

## Biographie
La recherche de Gisèle Sapiro a pour objet le champ intellectuel, la circulation internationale des œuvres et des idées en ce qui concerne notamment les écrivains et la littérature.
Directrice de recherche au CNRS dont elle a reçu la médaille de bronze en 2000, elle est depuis 2011 directrice d'études à l'École des hautes études en sciences sociales (EHESS), et membre du Centre de sociologie européenne (CSE), devenu Centre européen de sociologie et de science politique (CESSP), dont elle a assuré la direction de 2010 à 2013. Ses travaux s'inscrivent dans la continuité de l'œuvre de Pierre Bourdieu.
Elle s'est interrogée dans plusieurs ouvrages sur la notion de responsabilité de l’écrivain.
Dans son essai Les écrivains et la politique en France, publié en 2018, Gisèle Sapiro étudie le rôle de l'écrivain dans la société française. Au XIXe siècle, la littérature et le journalisme permettent d'accéder à la politique. À partir de 1871, date de la création de l'école libre des sciences politiques, les fonctions politiques se professionnalisent et la littérature se politise. En 1900, avec l'affaire Dreyfus, deux camps politiques s'opposent au sein du jury pour le prix Goncourt. Avec le « Nouveau Roman », dans les années 1950, politique et littérature se dissocient. Toutefois la littérature contemporaine est un lieu de critique sociale et politique.

## Principales publications
- La Guerre des écrivains, 1940-1953, Paris, Fayard, coll. « Histoire de la pensée », 1999, 814 p. (ISBN 2-213-60211-5)
- Translatio. Le marché de la traduction en France à l'heure de la mondialisation, Paris, Éditions du CNRS, coll. « Culture et société », 2009
- Les Contradictions de la globalisation éditoriale, Paris, Éditions Nouveau Monde, coll. « Culture/Médias », 2009, 401 p.
- L'Espace intellectuel en Europe : de la formation des États-nations à la mondialisation. XIXe – XXIe siècle, Paris, Éditions La Découverte, coll. « Recherches », 2009, 401 p. (ISBN 978-2-7071-5780-5)
- La Responsabilité de l'écrivain. Littérature, droit et morale en France (XIXe – XXIe siècle), Éditions du Seuil, Paris, 2011
- La Sociologie de la littérature, Paris, Éditions La Découverte, 2014, 128 p.  (ISBN 9782707165749)
- Les Écrivains et la politique en France : de l'Affaire Dreyfus à la guerre d'Algérie, Paris, Seuil, 2018
- Des mots qui tuent. La responsabilité de l'intellectuel en temps de crise (1944-1945), Paris, Seuil, Points, 2020[4]
- Peut-on dissocier l'œuvre de l'auteur ?, Paris, Seuil, 2020[5]

### Articles
- « Le négationnisme en France », Revue de synthèse, t. 125, 5e série, 2004, p. 217-228 ; repris dans Pierre Vidal-Naquet, Les Assassins de la mémoire, édition augm., Paris, La Découverte, 2005, p. 209-225
- « Traduction et globalisation des échanges : le cas du français », in Jean-Yves Mollier (dir.), Où va le livre ?, Paris, La Dispute, 2007, chap. X
- « Punir la violence des mots : les procès des intellectuels français au sortir de la deuxième guerre mondiale », L’Esprit créateur, vol. 50, no 4,‎ 2010, p. 4-19 (lire en ligne)

### Direction d'ouvrage
- Johan Heilbron et Gisèle Sapiro (dir.), « Traduction : les échanges littéraires internationaux », dans  Actes de la recherche en sciences sociales, n° 144, 2002 [lire en ligne]
- Louis Pinto, Gisèle Sapiro et Patrick Champagne (dir.), avec la collaboration de Marie-Christine Rivière, Pierre Bourdieu, sociologue, Paris, Fayard, 2004  (ISBN 2-213-62119-5)
- (Dir.), La Traduction comme vecteur des échanges culturels internationaux. Circulation des livres de littérature et de sciences sociales et évolution de la place de la France sur le marché mondial de l’édition (1980-2002), Rapport de recherche, Centre de sociologie européenne, 2007
- (Dir.), Dictionnaire international Bourdieu, Paris, éditions du CNRS, 2020[6]

## Distinctions et récompenses
- 2000 : Médaille de bronze du CNRS[7].
- 2021 : Médaille d'argent du CNRS[8].
- 2023 : Prix Gay-Lussac Humboldt[9].
- 2023 : Membre de l’Academia Europeae.

### Entretien
- Entretien avec Gisèle Sapiro pour la revue Sciences Humaines sur « la langue française face au marché de la traduction »